# Frank Kusters
Frank Kusters ('s-Hertogenbosch, 8 november 1961) is een voormalig Nederlands voetballer. Hij speelde in het Nederlandse betaalde voetbal voor FC Den Bosch. Na zijn spelerscarrière werd hij trainer in het Brabantse amateurvoetbal.

## Loopbaan
Hij groeide als jeugdspeler op bij Wilhelmina waar hij als 17-jarige vertrok naar stadgenoot FC Den Bosch. Hij voetbalde in het tweede team (C-elftal) en kreeg in het seizoen 1982/83 zijn kans in de hoofdmacht. Hij kwam tot dertien wedstrijden en leverde met drie doelpunten zijn aandeel in de promotie naar de Eredivisie.
In de Eredivisie zou hij bij FC Den Bosch niet aan bod komen en na dat seizoen werd zijn contract niet verlengd. Hij keerde terug naar zijn oude club Wilhelmina. Na een seizoen zocht hij het hogerop bij DESK in Kaatsheuvel dat midden jaren tachtig een topclub was in de Hoofdklasse, het hoogste amateurniveau. 
Na drie seizoenen, waarin hij dertien keer scoorde voor DESK, besloot hij terug te gaan naar Wilhelmina waarmee hij in 1990 naar de Hoofdklasse promoveerde. Na een jaar moest Wilhelmina weer een stapje terugdoen. Kusters verkaste toen naar stadgenoot BVV waarmee hij eveneens promoveerde en nog een jaar in de Hoofdklasse voetbalde.
Na zijn spelerscarrière begon hij als trainer bij de jeugd van FC Den Bosch. Daarna was hij actief bij vele Brabantse amateurverenigingen. Anno 2024 is Nijnsel zijn laatste trainersklus. 

## Wedstrijdstatistieken
| Seizoen | Club         | Competitie     | wed. | goals |
| ------- | ------------ | -------------- | ---- | ----- |
| 1982/83 | FC Den Bosch | Eerste divisie | 13   | 3     |
| 1983/84 | FC Den Bosch | Eredivisie     | 0    | 0     |